# Мајнхардт
Мајнхардт (њем. Mainhardt) општина је у њемачкој савезној држави Баден-Виртемберг. Једно је од 30 општинских средишта округа Швебиш Хал. Према процјени из 2010. у општини је живјело 5.724 становника. Посједује регионалну шифру (AGS) 8127052.

## Географски и демографски подаци
Мајнхардт се налази у савезној држави Баден-Виртемберг у округу Швебиш Хал. Општина се налази на надморској висини од 471 метра. Површина општине износи 58,7 km². У самом мјесту је, према процјени из 2010. године, живјело 5.724 становника. Просјечна густина становништва износи 98 становника/km².